# ادونت اینترنشنال
ادونت اینترنشنال (انگلیسی: Advent International) شرکت سرمایه‌گذاری آمریکایی است، که در سال ۱۹۸۴ توسط پیتر بروک تأسیس شد.